# Musca xanthomelas
Musca xanthomelas är en tvåvingeart som beskrevs av Christian Rudolph Wilhelm Wiedemann 1824. Musca xanthomelas ingår i släktet Musca och familjen husflugor. Inga underarter finns listade i Catalogue of Life.